# Anshu Jain
Anshuman Jain, chamado Anshu (Jaipur, 7 de janeiro de 1963 – Reino Unido, 12 de agosto de 2022) foi um banqueiro indo-britânico. Ele assumiu o cargo de co-CEO do Deutsche Bank em 1 de junho de 2012 para suceder o presidente do Conselho de Gestão, Josef Ackermann. Foi a única pessoa responsável pela divisão de banca de investimento do Deutsche Bank e membro do conselho da administração.
Anshuman Jain, chefe do Deutsche Bank da divisão de banca de investimento com sede em Londres, assumiu a liderança do maior banco da Alemanha, juntamente com seu colega conselho de administração, Jürgen Fitschen. Foi membro do conselho de gestão do Deutsche Bank e, como chefe do Banco Corporate and Investment desde julho de 2010, foi globalmente responsável por finanças corporativas da Deutsche Bank, as vendas e negociação, e negócio bancário de transação. Em 25 de julho de 2011, Jürgen Fitschen e Anshu Jain, ambos membros do Conselho de Administração do banco, foram nomeados como co-Presidentes do Conselho e do Comité Executivo do Grupo do Banco eficaz na conclusão da Assembléia Geral ordinária 2012.
Jain morreu em 12 de agosto de 2022, aos 59 anos de idade, no Reino Unido.